# زياد غصن
زياد غصن (مواليد عام 1973 في ريف دمشق) صحفي وسياسي سوري شغل منصب وزير الإعلام في حكومة محمد غازي الجلالي من 23 أيلول 2024 إلى 10 كانون الأول 2024 بعد يومين من سقوط نظام الأسد.
حاصل على إجازة في الصحافة من جامعة دمشق عام 1995. شغل منصب رئيس القسم الاقتصادي في صحيفة تشرين حتى عام 2008 وساهم في تحرير عدد من الصحف والمطبوعات الاقتصادية.
استلم منصب مدير مؤسسة الوحدة للطباعة والنشر في شباط عام 2012 حتى كانون الثاني 2020. شغل منصب رئيس تحرير جريدة تشرين بين 2011 و2012 ومدير تحرير صحيفة الخبر. وعمل سابقاً بعدة صحف عربية آخرها جريدة الأخبار اللبنانية.